# Hejnov (Orlické hory)
Hejnov je vrchol v České republice ležící v pohoří Orlické hory.

## Geomorfologické zařazení
Hejnov se nachází v celku Orlické hory, podcelku Bukovohorská hornatina, okrsku Výprachtická vrchovina.

## Poloha
Hejnov se nachází nad obcí Těchonín a jeho místní částí Celné v jihovýchodním cípu Orlických hor zvaném Bukovohorská hornatina asi 5 km na severozápad od jejího nejvyššího vrcholu Suchého vrchu a 5 km severně od města Jablonné nad Orlicí. Leží na území přírodního parku Suchý vrch - Buková hora.

## Vodstvo
Pod západním svahem Hejnova se do Tiché Orlice vlévá Těchonínský potok. Tichá Orlice odvodňuje severozápadní svahy, Těchonínský potok jižní.

## Vegetace
Vrcholové partie Hejnova jsou porostlé lesem s převládajícími smrčinami. Nižší polohy jsou porostlé loukami.

## Turistika
Sedlem mezi Hejnovem a Vysokým kamenem, které se nachází v nevelké vzdálenosti od vrcholu červeně značená cyklistická trasa Suchý vrch - tvrz Bouda - Mladkov. Z ní sestupuje do podvrcholového prostoru lesní cesta.

## Významné stavby
Na Hejnově se nachází dvojice převáděčů. Jeden je přímo na vrcholu a druhý na spodní hranici lesa nad centrem obce Těchonín.